# Taxithelium subrotundatulum
Taxithelium subrotundatulum är en bladmossart som beskrevs av Brotherus och Jean Édouard Gabriel Narcisse Paris 1904. Taxithelium subrotundatulum ingår i släktet Taxithelium och familjen Sematophyllaceae. Inga underarter finns listade i Catalogue of Life.